# Oxycopis notoxoides
Oxycopis notoxoides là một loài bọ cánh cứng trong họ Oedemeridae. Loài này được Fabricius miêu tả khoa học năm 1801.